# Іспанія на Олімпійських іграх
Іспанія вперше взяла участь в Олімпійських іграх 1900 року у Парижі. Наступні три Олімпіади вона пропустила, повернувшись у 1920 році. З тих пір Іспанія виступала на всіх літніх Олімпійських іграх, крім Ігор 1936 року, які вона бойкотувала. Також країна бойкотувала Олімпійські ігри 1956 року у Мельбурні через придушення СРСР Угорської революції, проте змагання із кінного спорту пройшли раніше у Стокгольмі.
На зимових олімпійських іграх Іспанія дебютувала у 1936 році і після того не пропустила жодної зимової Олімпіади.
Іспанія приймала Літні Олімпійські ігри 1992 року у Барселоні, на яких зайняла перше місце.
За весь час іспанські спортсмени здобули 115 олімпійських медалей, причому на зимових Олімпійських іграх всього дві. З них — 35 золотих, 49 срібних та 31 бронзова.
Іспанських олімпійський комітет (ісп. Comité Olímpico Español) заснований 1924 року

## Медальний залік

### Медалі на літніх Олімпійських іграх
| Ігри            | Золото          | Срібло          | Бронза          | Загалом         |
| 1900            | 1               | 0               | 0               | 1               |
| 1904            | не брала участі | не брала участі | не брала участі | не брала участі |
| 1908            | не брала участі | не брала участі | не брала участі | не брала участі |
| 1912            | не брала участі | не брала участі | не брала участі | не брала участі |
| 1920            | 0               | 2               | 0               | 2               |
| 1924            | 0               | 0               | 0               | 0               |
| 1928            | 1               | 0               | 0               | 1               |
| 1932            | 0               | 0               | 1               | 1               |
| 1936            | не брала участі | не брала участі | не брала участі | не брала участі |
| 1948            | 0               | 1               | 0               | 1               |
| 1952            | 0               | 1               | 0               | 1               |
| 1956            | не брала участі | не брала участі | не брала участі | не брала участі |
| 1960            | 0               | 0               | 1               | 1               |
| 1964            | 0               | 0               | 0               | 0               |
| 1968            | 0               | 0               | 0               | 0               |
| 1972            | 0               | 0               | 1               | 1               |
| 1976            | 0               | 2               | 0               | 2               |
| 1980            | 1               | 3               | 2               | 6               |
| 1984            | 1               | 2               | 2               | 5               |
| 1988            | 1               | 1               | 2               | 4               |
| 1992 (господар) | 13              | 7               | 2               | 22              |
| 1996            | 5               | 6               | 6               | 17              |
| 2000            | 3               | 3               | 5               | 11              |
| 2004            | 3               | 11              | 5               | 19              |
| 2008            | 5               | 10              | 3               | 18              |
| 2012            | 3               | 10              | 4               | 17              |
| Ріо 2016        | 7               | 4               | 6               | 17              |
| Усього          | 44              | 63              | 41              | 148             |

### Медалі за літніми видами спорту
| Вид спорту                      | Золото | Срібло | Бронза | Загалом |
| Вітрильний спорт                | 13     | 5      | 1      | 19      |
| Веслування на байдарках і каное | 5      | 7      | 4      | 16      |
| Велоспорт                       | 5      | 5      | 5      | 15      |
| Легка атлетика                  | 3      | 5      | 6      | 14      |
| Гімнастика                      | 3      | 3      | 1      | 7       |
| Дзюдо                           | 3      | 1      | 2      | 6       |
| Теніс                           | 2      | 7      | 3      | 12      |
| Плавання                        | 2      | 2      | 4      | 8       |
| Тхеквондо                       | 1      | 4      | 1      | 6       |
| Хокей на траві                  | 1      | 3      | 1      | 5       |
| Кінний спорт                    | 1      | 2      | 1      | 4       |
| Футбол                          | 1      | 2      | 0      | 3       |
| Водне поло                      | 1      | 2      | 0      | 3       |
| Стрільба з лука                 | 1      | 0      | 0      | 1       |
| Бадмінтон                       | 1      | 0      | 0      | 1       |
| Баскська пелота                 | 1      | 0      | 0      | 1       |
| Баскетбол                       | 0      | 4      | 1      | 5       |
| Синхронне плавання              | 0      | 3      | 1      | 4       |
| Бокс                            | 0      | 2      | 2      | 4       |
| Стрільба                        | 0      | 2      | 1      | 3       |
| Поло                            | 0      | 1      | 0      | 1       |
| Академічне веслування           | 0      | 1      | 0      | 1       |
| Тріатлон                        | 0      | 1      | 0      | 1       |
| Пляжний волейбол                | 0      | 1      | 0      | 1       |
| Гандбол                         | 0      | 0      | 4      | 4       |
| Боротьба                        | 0      | 0      | 1      | 1       |
| Фехтування                      | 0      | 0      | 1      | 1       |
| Важка атлетика                  | 0      | 0      | 1      | 1       |
| Всього                          | 44     | 63     | 41     | 148     |

### Медалі за зимовими видами спорту
| Вид спорту          | Золото | Срібло | Бронза | Загалом |
| Гірськолижний спорт | 1      | 0      | 1      | 2       |
| Всього              | 1      | 0      | 1      | 2       |

## Виноски
1. ↑  Іспанія брала участь у змаганнях із кінного спорту п'ятьма місяцями раніше, але не завоювала жодної медалі